# Dziurawa Przełęcz (Tatry Zachodnie)
Dziurawa Przełęcz (słow. Deravá, Pod Deravou) – położona na wysokości 1836 m przełęcz w grani głównej Tatr Zachodnich pomiędzy Łopatą (1957 m) a Wołowcem (2063 m). Jej północne stoki opadają stromo do piarżystego kotła Doliny Chochołowskiej Wyżniej, a południowe do Kotła Jamnickich Stawów, będącego najwyższym piętrem Doliny Jamnickiej. Jest to dość głęboko wcięta przełęcz (leży 121 m niżej niż szczyt Łopaty).
Przełęcz położona jest w zębatej grani zbudowanej z granodiorytów rohackich. Jej rejon porośnięty jest niską roślinnością z sitem skuciną. Występuje też tutaj saussurea wielkogłowa – bardzo rzadka roślina, w Polsce występująca tylko w Tatrach i to w nielicznych tylko miejscach. Nieco za przełęczą, w kierunku Łopaty, znajduje się niewielkie skalne okno, od którego pochodzi nazwa przełęczy.

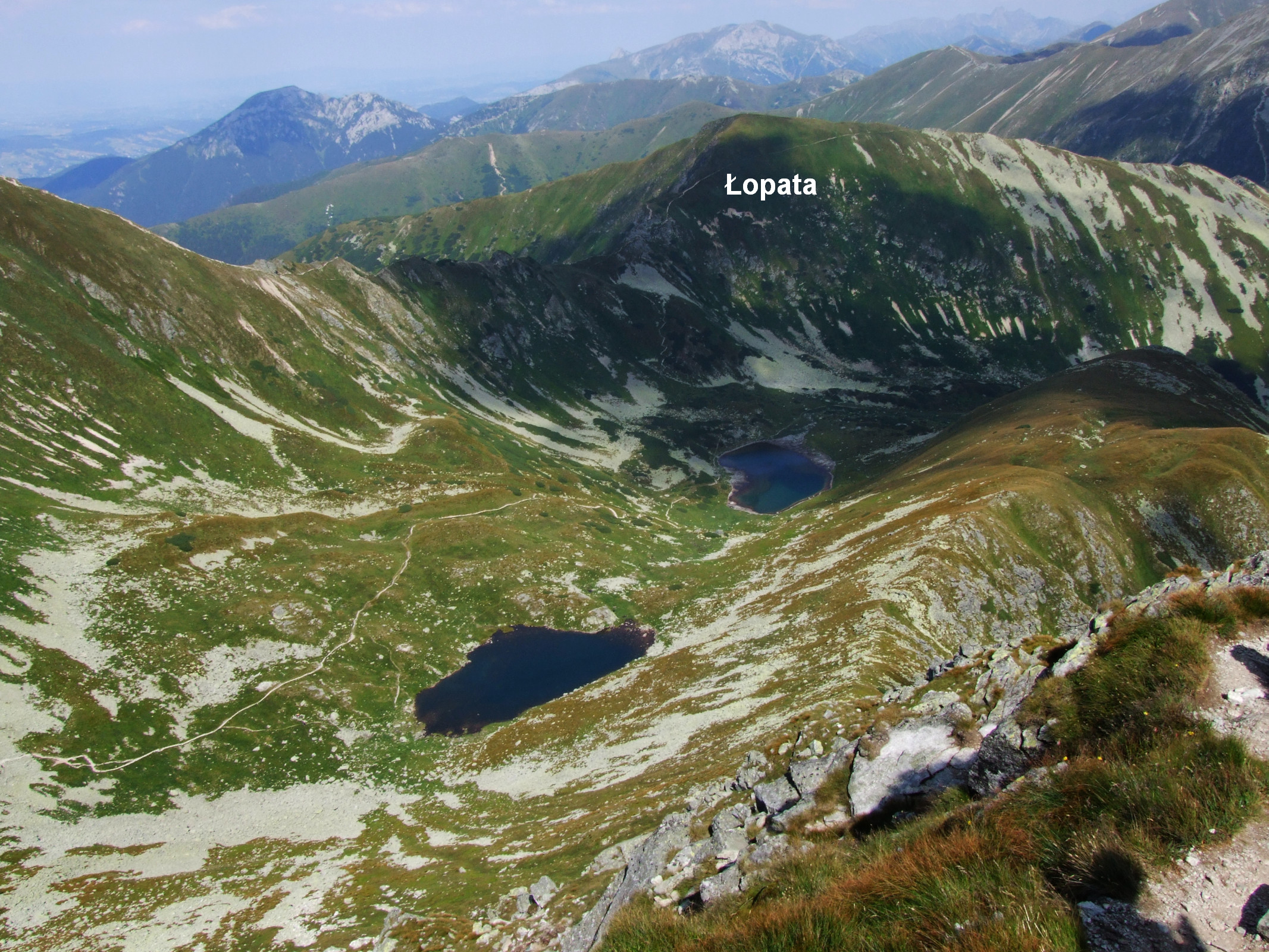
Dziurawa Przełęcz w grani poniżej Łopaty. W dole Jamnickie Stawy

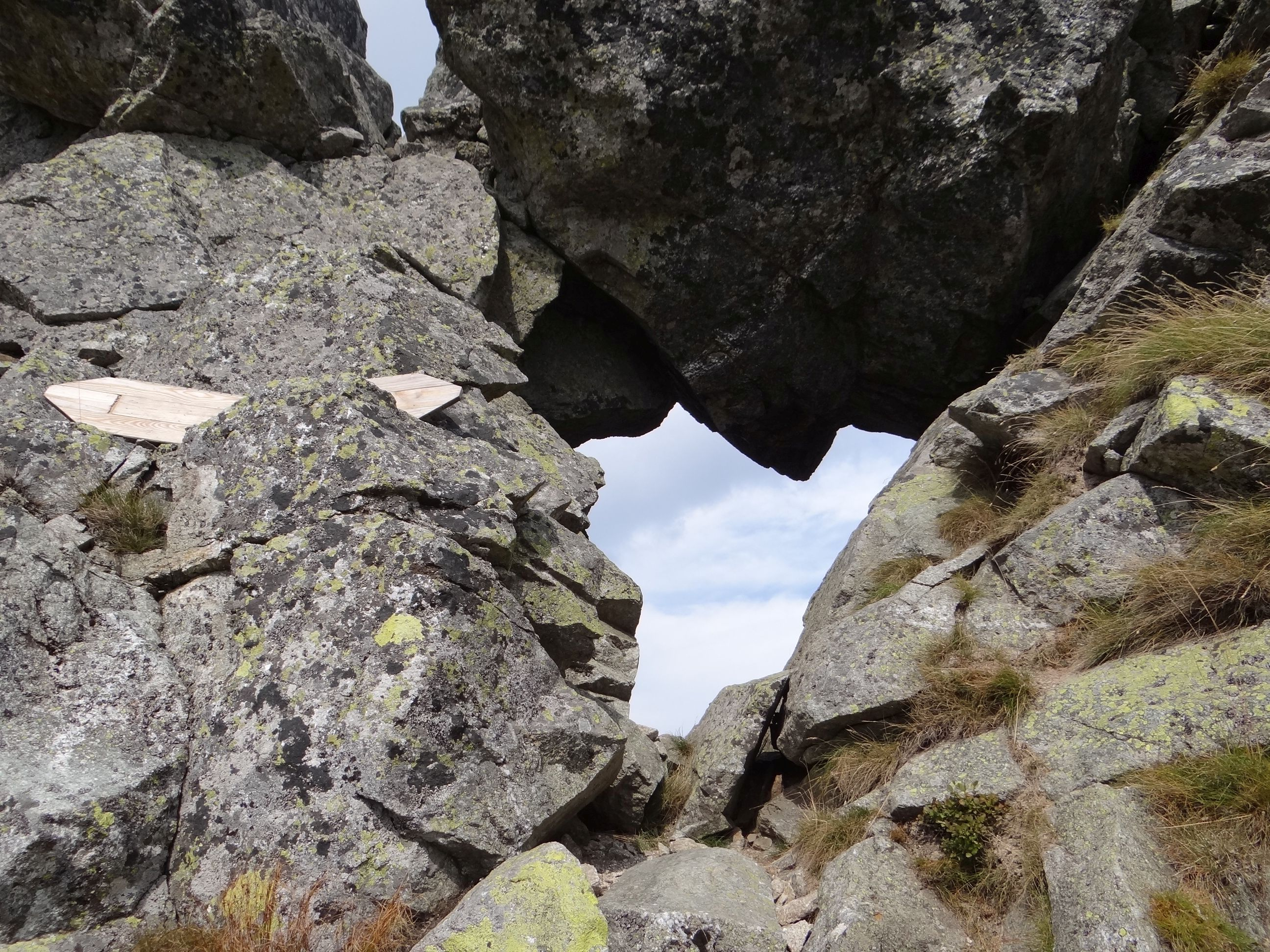
Skalne okno w okolicach przełęczy

## Szlaki turystyczne
szlak biegnący główną granią, odcinek od Wołowca przez Dziurawą Przełęcz, Łopatę, Jarząbczy Wierch, Starorobociański Wierch i Błyszcz do Pyszniańskiej Przełęczy. Czas przejścia z Wołowca na Jarząbczy Wierch: 2:10 h, z powrotem 1:50 h